# 魔法をかけられた男
『魔法をかけられた男』（まほうをかけられたおとこ、西: El hechizado, 英: The Bewitched Man）あるいは『悪魔のランプ』（あくまのランプ、西: La lámpara del diablo, 英: The Devil's lamp）は、スペインのロマン主義の巨匠フランシスコ・デ・ゴヤが1798年に制作した絵画である。油彩。主題は劇作家アントニオ・デ・サモラの風刺劇『無理やり魔法をかけられた男』（El Hechizado por Fuerza）から採られている。魔女と魔術に関連する6点の連作《魔女のテーマ》の1つで、第9代オスーナ公爵ペドロ・テレス＝ヒロンによって購入された。現在はロンドンのナショナル・ギャラリーに所蔵されている。

## 制作背景

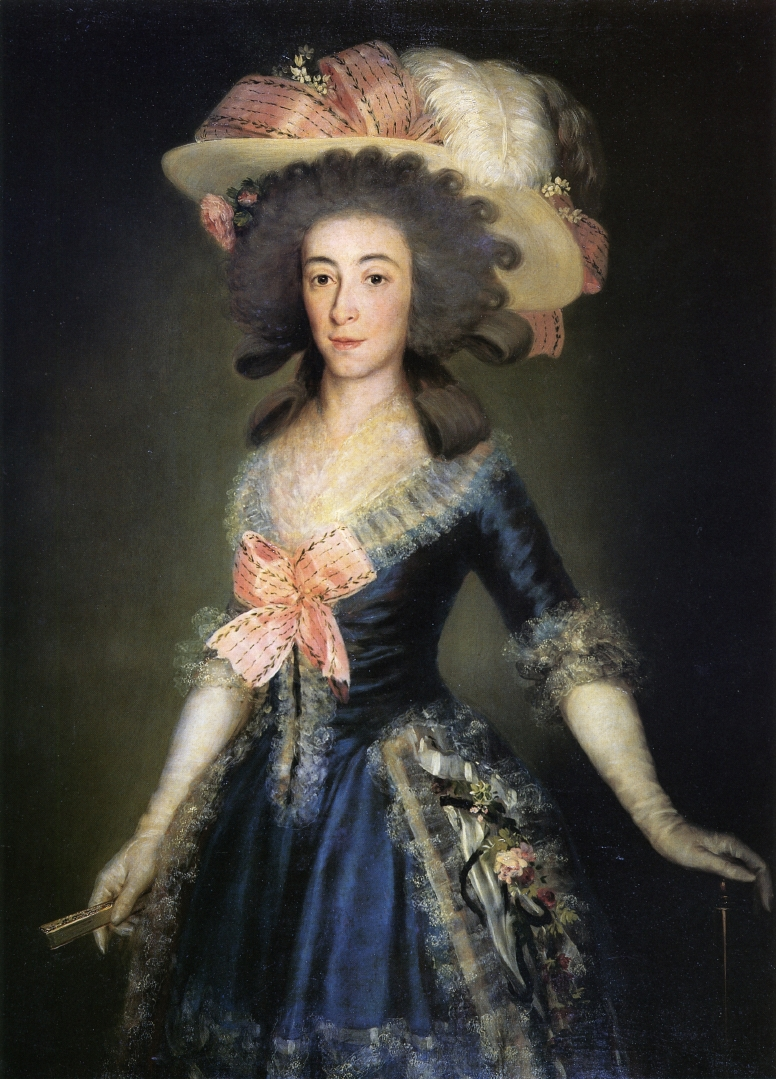
ゴヤ『オスーナ公爵夫人の肖像』。1785年頃。個人蔵。

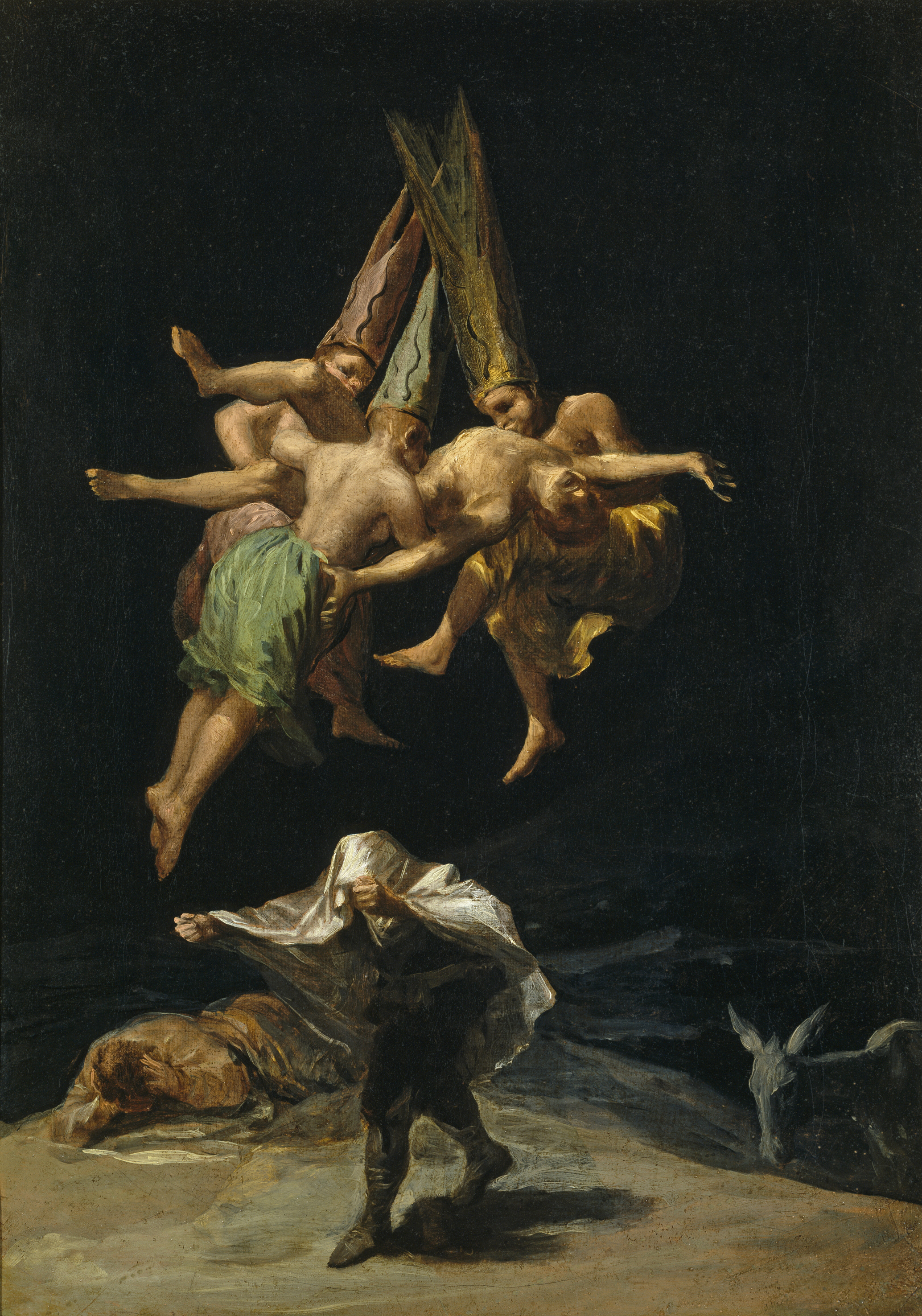
連作の1つ『魔女たちの飛翔』。プラド美術館所蔵。

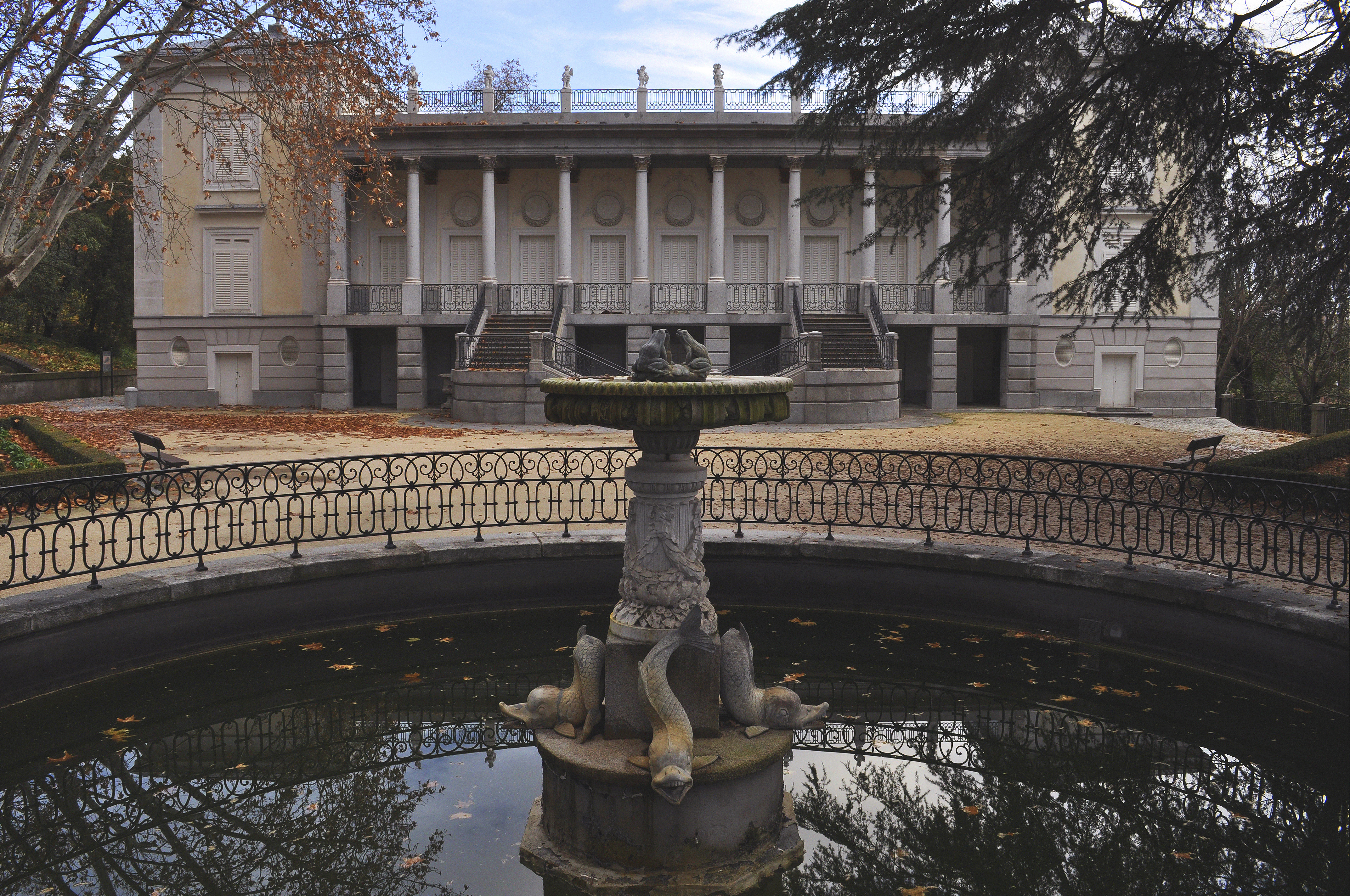
エル・カプリーチョ邸。2010年撮影。

本作品を含む連作《魔女のテーマ》がオスーナ公爵夫妻から注文されたものなのか、それとも制作後すぐに購入されたものなのかは不明である。オスーナ公爵家は1785年から1799年にかけてゴヤの重要な後援者であった。購入された絵画はマドリード郊外のアラメダ・デ・オスーナにあるエル・カプリーチョ邸（El Capricho）の公爵夫人マリア・ホセファ・ピメンテルの書斎を装飾するために用いられた。公爵夫人は熱心な改革論者で、教会の腐敗や人々の迷信を批判した。マドリードの公爵家の宮殿や、エル・カプリーチョ邸は芸術家たちの集会の場となり、魔女や悪魔についてよく議論されていたため、公爵夫人の部屋を装飾するのに適していた。連作の他の作品は、それぞれマドリードのプラド美術館所蔵の『魔女たちの飛翔』（Vuelo de brujas）、ラサロ・ガルディアーノ美術館所蔵の『魔女の夜宴』（El Aquelarre）と『呪文』（El Conjuro o Las Brujas）、個人コレクションの『魔女の厨房』（La cocina de las brujas）、所在不明となっている『石の客』（El convidado de piedra）とされる。

## 作品
絵画は非常に人気があったアントニオ・デ・サモラの戯曲『無理やり魔法をかけられた男』第2幕の一場面に基づいている。この戯曲の初演は1698年で、ゴヤが本作品を描く少し前の1795年を含め、何度か再版されている。
ゴヤは迷信深いアストゥリアスの聖職者ドン・クラウディオ（don Claudio）を描いている。彼は自分が魔法にかけられており、牡山羊の姿をした悪魔が持っているランプの油が尽きて火が消えたとき、自分の命も尽きると信じ込んでいる。そこで、ドン・クラウディオは火が消えないようランプに油を注ぎながら、魔法が成功しないように祈っている。画面右隅の前景には本があり、「LAM / DESCO」と記されている。これはドン・クラウディオが油を注ぐときに叫ぶ台詞の最初の2つの単語「とてつもなく巨大なランプ」（lampara descomunal）を記したものである。ドン・クラウディオの背後では3頭のロバが後脚だけで立って踊っている。これは劇中で踊るロバの姿を見たドン・クラウディオが発した台詞を表現したものである。『無理やり魔法をかけられた男』は喜劇であり、ゴヤはドン・クラウディオの騙されやすい性格を笑わせるため、大げさなポーズや凝視した目で彼を描いている。その一方、緩い筆運びで描かれたロバたちの奇怪な姿は、画面の神秘的で魔術的な雰囲気を高めている。
ゴヤはこの作品で精神の乱れが現実を幻想に変えてしまうおそれがあると批判している。さらに民間伝承や、中世の恐怖へと回帰する教会を揶揄しており、おそらくカトリックを奨励するスペインの異端審問に対して抗議している。フランク・アーヴィング（Frank Irving）によると、 啓蒙的な集会でゴヤにこの場面を描くことを勧めたのは、おそらく劇作家レアンドロ・フェルナンデス・デ・モラティンであった。
制作年代については、支払い文書や版画集『ロス・カプリーチョス』（Los caprichos）との関連性から、ゴヤは同時期に《魔女のテーマ》を制作したと考えられる。

## 来歴
完成した6点の絵画は1798年6月に6,000レアルでオスーナ公爵によって購入された。さらに翌年、王立サン・フェルナンド美術アカデミーで展示された。これらの作品は1896年までエル・カプリーチョ邸に所蔵されていたが、エル・カプリーチョ邸と図書館が公売にかけられた際にナショナル・ギャラリーによって購入された。

## ギャラリー
他の連作

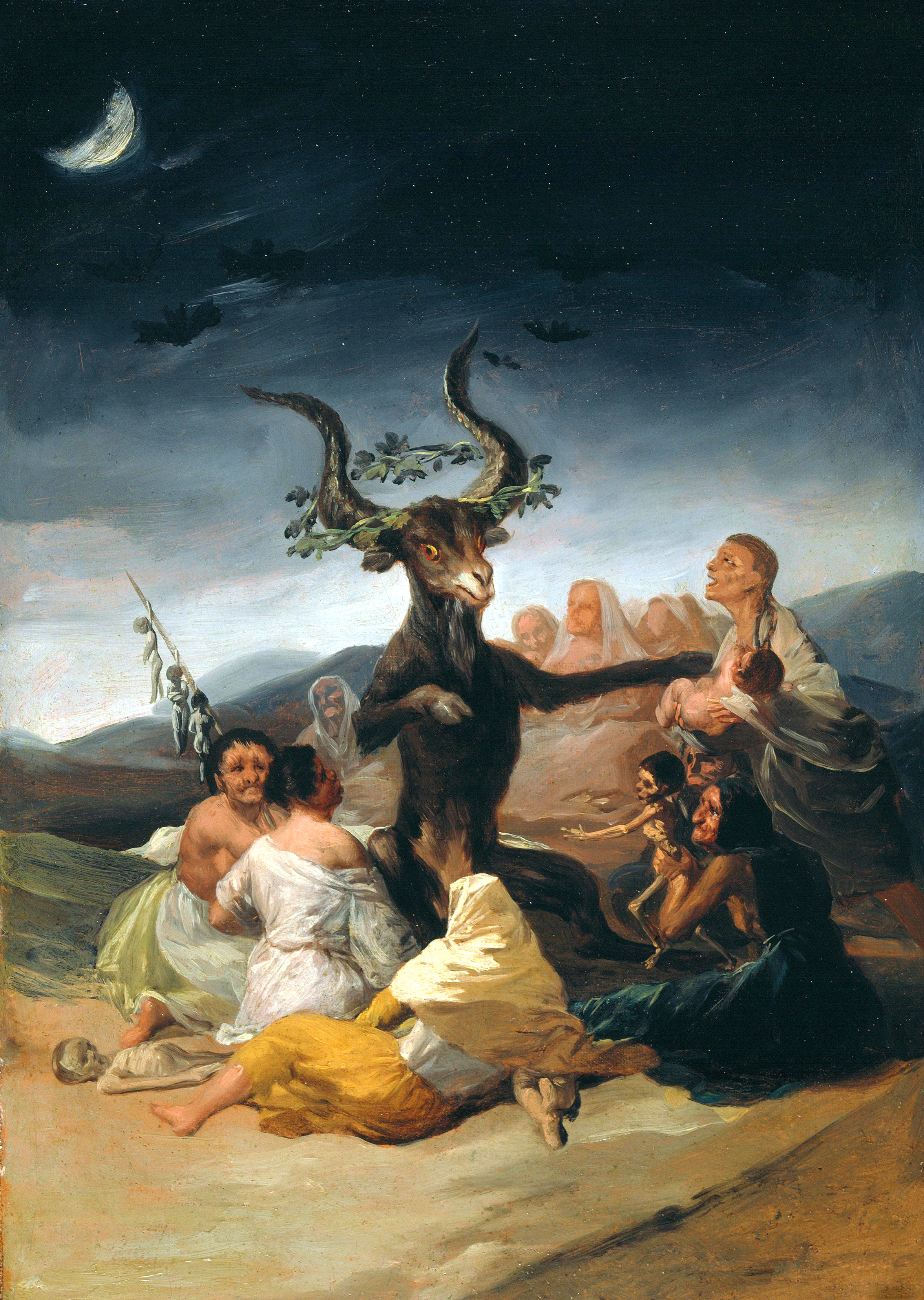
『魔女の夜宴』ラサロ・ガルディアーノ美術館（英語版）所蔵
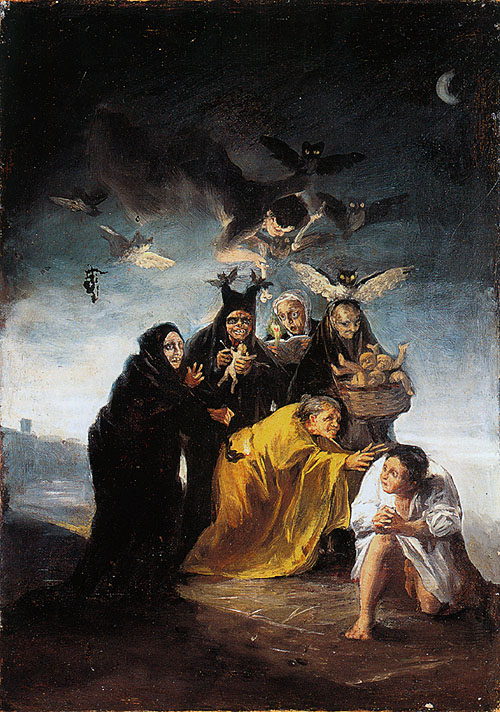
『呪文』ラサロ・ガルディアーノ美術館所蔵
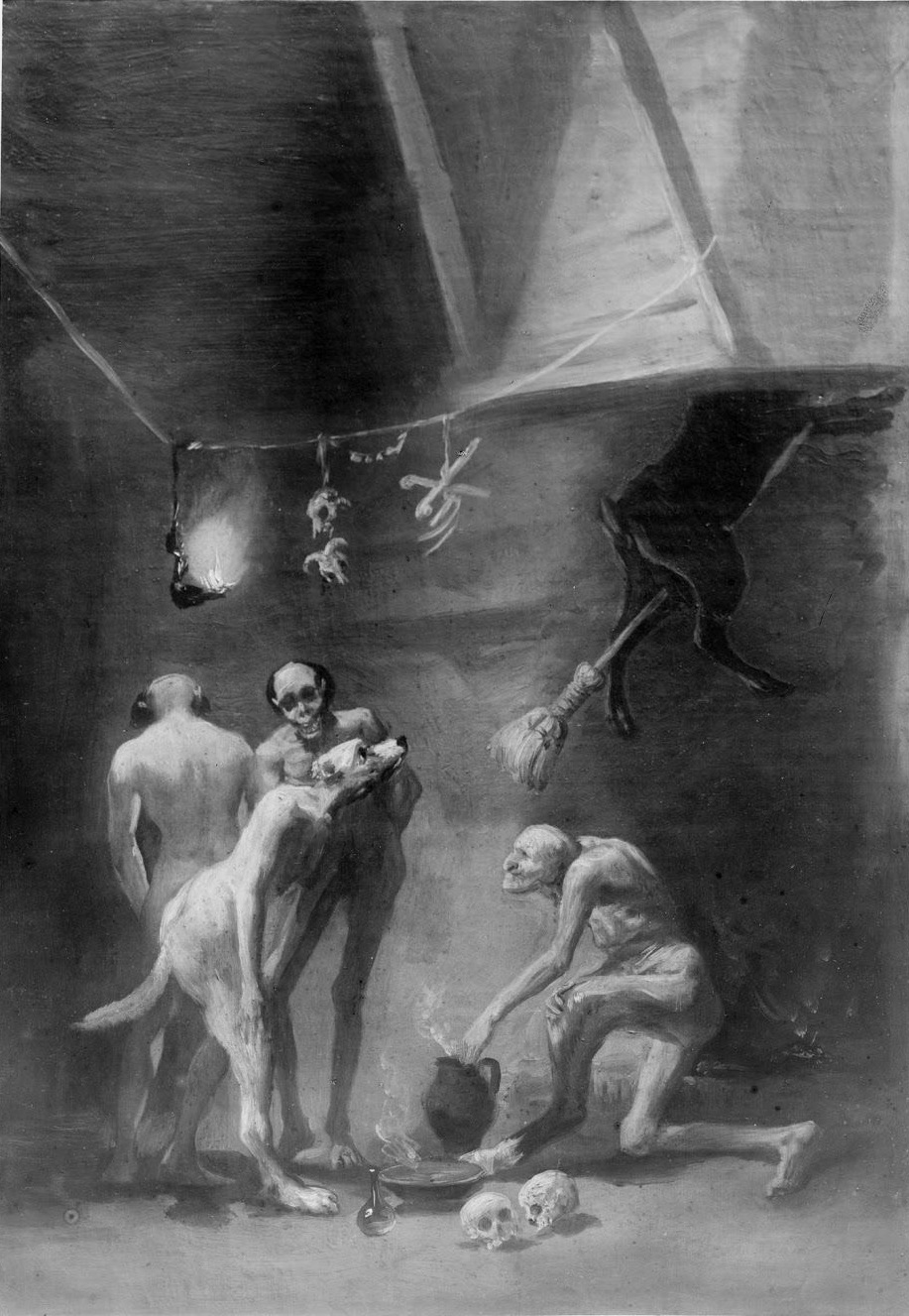
『魔女の厨房』個人蔵
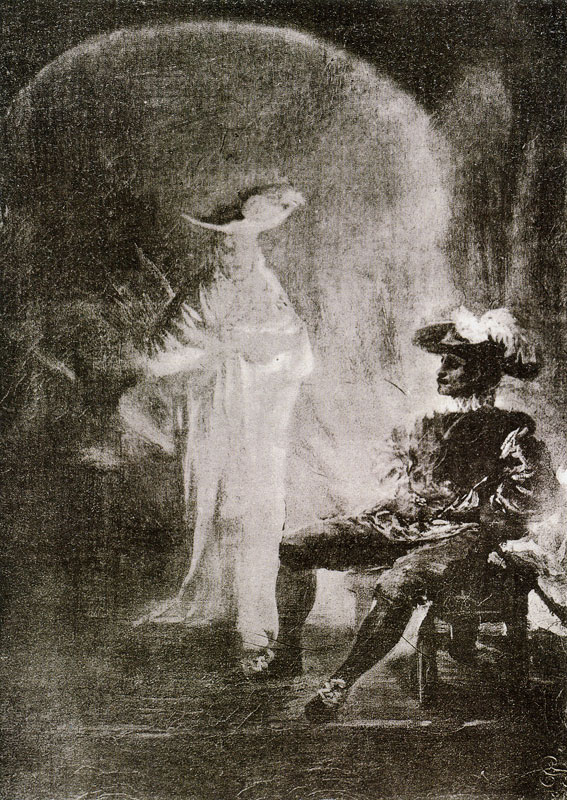
『石の客』所在不明